# NGC 4718
NGC 4718 ist eine Balken-Spiralgalaxie vom Hubble-Typ SBb im Sternbild Jungfrau auf der Ekliptik. Sie ist schätzungsweise 206 Millionen Lichtjahre von der Milchstraße entfernt und hat einen Durchmesser von etwa 110.000 Lichtjahren.
Im selben Himmelsareal befinden sich u. a. die Galaxien NGC 4678, NGC 4697, NGC 4705, IC 825.
Das Objekt wurde am 19. Februar 1830 von John Herschel entdeckt.